# Жига-Резницький Ілля Самійлович
Жига-Резницький Ілля Самійлович (8 листопада 1906, м. Пирятин — 27 грудня 1988, м. Одеса, УРСР) — український організатор кіновиробництва, редактор. Нагороджений орденами Червоної Зірки, Вітчизняної війни II ст., медалями.

## Життєпис
Народився 8 листопада 1906 р. в м. Пирятині Полтавської обл. в родині службовця. Закінчив Харківський музичний технікум (1926), потім навчався в Інституті народного господарства (1927—1930).
Учасник Німецько-радянської війни.
Працював секретарем редакції газети «Кіно» (Харків, 1930—1933), редактором Одеської кіностудії (1934—1938, 1954—1961).
Був редактором фільмів «Донька партизана» (1935), «Кондуїт» (1936), «Сторінки минулого» (1958), «Капітан „Старої черепахи“», «Виправленому вірити» (1959), «Чорноморочка» (1959), «Їм було дев'ятнадцять...» (1960), «Світло у вікні» (1961), «Таємниця Дімки Кармія» (1961) тощо.
Автор сценаріїв науково-популярних стрічок:
- «Пшениця на Україні»,
- «В колгоспі ім. Будьоного» та ін.

Написав лібрето до балету Дмитра Клебанова «Світлана» (1939).
Був членом Спілки кінематографістів України.
Помер 27 грудня 1988 р. в Одесі.